# Химелкрон
Химелкрон (њем. Himmelkron) општина је у њемачкој савезној држави Баварска. Једно је од 22 општинска средишта округа Кулмбах. Према процјени из 2010. у општини је живјело 3.489 становника. Посједује регионалну шифру (AGS) 9477121.

## Географски и демографски подаци
Химелкрон се налази у савезној држави Баварска у округу Кулмбах. Општина се налази на надморској висини од 335–474 метра. Површина општине износи 23,1 km². У самом мјесту је, према процјени из 2010. године, живјело 3.489 становника. Просјечна густина становништва износи 151 становника/km².